# Tore (TV-serie)
Tore, marknadsfört som TORE, är en svensk TV-serie från 2023 som hade premiär på strömningstjänsten Netflix den 27 oktober 2023. Serien är skapad av William Spetz som också spelar huvudrollen. Seriens första säsong består av sex avsnitt och regisseras av Erika Calmeyer.

## Handling
Serien handlar om Tore som är 27 år. När han förlorar den viktigaste personen i sitt liv, som blir påkörd av en sopbil, gör han allt han kan för att undertrycka sin sorg. Han fortsätter att arbeta på sin pappas begravningsbyrå som om ingenting skett. Där han bland annat flörtar med den nya floristen. 
På nätterna besöker han en "gaybåt" där han kommer i kontakt med alkohol, sex och droger. En ny men riskabel värld öppnar upp sig. Hans leverne oroar hans bästa vän Linn och kollegerna på begravningsbyrån då de är rädda att han ska tappa fotfästet när han försöker fly verkligheten.

## Rollista i urval
- William Spetz – Tore
- Hannes Fohlin – Erik
- Peter Haber – Bosse, Tores pappa
- Sanna Sundqvist – Linn
- Carlos Romero Cruz – Shady Meat
- Per Svensson – Per
- Victor Iván – Viggo
- Karin Bertling – Heidi
- Lotta Tejle – Ulla
- Doreen Ndagire – Lo